# Claude Ber
Marie-Louise Paule Clémence Issaurat-Deslaef, conocida por el seudónimo de Claude Ber (Niza, 13 de julio de 1948) es una poeta, ensayista y actriz dramática francesa.

## Biografía
Tras completar un doble grado en Filosofía y Letras, se dedicó a la docencia, primero en un instituto y después en universidad, llegando a ocupar cargos académicos oficiales. Paralelamente, también dirigió la publicación de una colección de poesías en la editorial L'Ámandier.
Miembro de varios jurados y asociaciones literarias, es vicepresidenta del Centro internacional de poesía de Marsella. Ella suma a sus creaciones literarias actividades en el marco educativo, en la defensa de los derechos de las mujeres y de los derechos humanos. También ha dado numerosas charlas y conferencias en universidades y en festivales poéticos.
Como poeta y autora dramática, publicó numerosos trabajos. Su último trabajo poético fue "La Mort n'est jamais comme". Éd. de l'Amandier, recibió el Premio Internacional de poesía francófona de la Fundación Ivan Goll.

## Distinciones y premios
- Premio internacional de poesía francófona Yvan-Goll.[1]
- Legión de Honor.[2]